# Holland Village (métro de Singapour)
Holland Village est une station de métro à Singapour. 